# 杨家大院 (兴化市)
杨家大院，位于江苏省泰州市兴化市，是中华人民共和国江苏省文物保护单位之一。
2011年12月30日，被公布为江苏省文物保护单位，是一座古建筑。